# Alexandru Pena
Alexandru Pena este un fotbalist român care evoluează sub formă de împrumut la clubul Dinamo București pe postul de portar. Fotbalistul este sub contract cu clubul AS Roma.